# Royal George (Schiff, 1756)
Die Royal George war ein 100-Kanonen-Linienschiff 1. Ranges der britischen Marine, das 1756 vom Stapel lief, am Siebenjährigen Krieg und am Amerikanischen Unabhängigkeitskrieg teilnahm und 1782 im östlichen Solent, Spithead genannt, sank. Das zwischen 800 und 950 Tote fordernde Unglück gilt als die größte Schiffskatastrophe ohne Kriegseinwirkung in britischen Gewässern.

## Geschichte des Schiffs

### Bau

Zeitgenössischer Stich der Royal George

Der Bau des zunächst Royal Anne genannten Vollschiffs begann 1746 auf der Marinewerft von Woolwich nach den Richtlinien des 1745 Establishment und wurde 1756 abgeschlossen. Verbaut wurden über 100.000 Kubikfuß (2.830 Kubikmeter) Eichenholz, was etwa 3.840 Bäumen entspricht. Auf drei Decks konnte das in Royal George umbenannte Linienschiff 100 Kanonen führen, davon 28 42-Pfünder, die damals schwerste Schiffsartillerie, auf dem unteren Deck. Bei starkem Wind konnte die Royal George eine Geschwindigkeit von etwa 11 Knoten erreichen. Mit über 2.000 Tonnen Verdrängung war sie zum Zeitpunkt ihrer Indienststellung das größte Kriegsschiff der Welt. Der Entwurf der später berühmt gewordenen Victory basiert auf Plänen der Royal George.

### Siebenjähriger Krieg
Nach dem Ausbruch des Siebenjährigen Kriegs wurde die Royal George der Kanalflotte unter Admiral Sir Edward Hawke zugeteilt und kam meist bei der Blockade der französischen Flotte in Brest zum Einsatz. Ihr Kapitän war John Campbell. Im November 1759 wechselte Hawke auf die Royal George, da sein Flaggschiff Ramillies zu Reparaturen nach England zurückkehren musste. Kurz darauf zwang eine Serie von Stürmen die britische Flotte, ihre Blockade kurzzeitig aufzugeben, was den Franzosen unter Conflans erlaubte, auszulaufen. Die französische Flotte steuerte die Bucht von Quiberon an, wo eine 40.000 Mann zählende französische Armee für simultane Landungen in Essex und Schottland bereitstand. Die verfolgende britische Flotte konnte die Franzosen am 20. November einholen, als sie in die Bucht einliefen. Trotz eines gefährlichen Fahrwassers, des Fehlens von mit dem Gebiet vertrauten Lotsen und eines zunehmenden Nordweststurms beschloss Hawke, den Franzosen zu folgen und sie anzugreifen. In der Seeschlacht in der Bucht von Quiberon war die Royal George das sechste Schiff der britischen Schlachtlinie. Zusammen mit Magnanime setzte sie zunächst das französische Linienschiff Héros außer Gefecht, das nach dem Verlust von über 400 Toten und Verwundeten die Flagge strich, an die Küste trieb und dort zerstört wurde. Gegen 16:00 Uhr griff Hawke mit der Royal George das gegnerische Flaggschiff Soleil Royal an und versenkte das diesem zu Hilfe eilende 70-Kanonen-Linienschiff Superbe mit einer einzigen Breitseite. Als die Soleil Royal am nächsten Morgen bei einem Versuch zu entkommen auf Grund lief und von der eigenen Besatzung in Brand gesteckt wurde, gelang es einem Kommando der Royal George, die Galionsfigur des gegnerischen Schiffs als Trophäe zu erbeuten. Der britische Sieg (Frankreich verlor sieben Schiffe und 2500 Mann, die Briten zwei Schiffe, deren Besatzungen gerettet wurden) verhinderte die geplante Invasion in Großbritannien.
Nach dem Ende des Siebenjährigen Kriegs wurde die Royal George außer Dienst gestellt und von 1763 bis 1777 in Plymouth aufgelegt.

### Amerikanischer Unabhängigkeitskrieg
Nach dem Ausbruch des Amerikanischen Unabhängigkeitskriegs wurde die Royal George 1777 wieder in Dienst gestellt und der Home Fleet in britischen Gewässern zugeteilt. 1779 sah sich dieser Verband einem erneuten spanisch-französischen Invasionsvorhaben gegenüber, das darauf abzielte, die Flotte zu vernichten und eine französische Armee für einen Angriff auf Portsmouth und die Isle of Wight und einen anschließenden Vorstoß auf London überzusetzen. Die Royal Navy war durch Zersplitterung auf verschiedene Kriegsschauplätze und massive politische Spannungen weitgehend gelähmt. Flottenkommandeur Sir Charles Hardy sah sich deshalb genötigt, gegenüber dem weit überlegenen gegnerischen Verband eine abwartende Strategie zu verfolgen und darauf zu hoffen, dass die gegnerischen Flotten durch Krankheiten und Stürme dezimiert würden. Hardys Verband, der mit den drei 100-Kanonen-Linienschiffen Royal George, Victory und Britannia sowie dem 90-Kanonen-Schiff Prince George über die kampfstärksten Kriegsschiffe seiner Zeit verfügte, beschränkte sich deshalb darauf, sich einem direkten Kampf zu entziehen und auf Zeit zu spielen. Diese Strategie war schließlich erfolgreich, da die Franzosen das Invasionsvorhaben im September 1779 aufgaben und mit 8.000 Kranken an Bord ihrer Schiffe nach Brest zurückkehrten. Sie war aber bei den Besatzungsmitgliedern der Royal George so verhasst, dass diese die Galionsfigur ihres Schiffes mit ihren Jacken verhüllten, damit sie die Schande, einem Kampf ausgewichen zu sein, nicht sähe.
Eine aktivere Rolle spielte das Linienschiff in der Seeschlacht bei Kap St. Vincent vom 16. Januar 1780, in der eine britische Flotte unter Sir George Rodney einen spanischen Verband unter Don Juan de Lángara besiegte. Ihren letzten Erfolg erzielte die Royal George im Januar 1781, als sie auf dem Weg nach Gibraltar vor Portugal zwei spanische Linienschiffe eroberte. Anschließend wurde sie in Plymouth überholt und segelte von dort im August 1782 nach Spithead, um sich dort einem 50 Kriegsschiffe und 300 Handelsschiffe umfassenden Flottenverband unter Admiral Richard Howe anzuschließen, der die spanische Blockade Gibraltars brechen sollte. Für diese Operation sollte das von Kapitän Martin Waghorn geführte Linienschiff als Flaggschiff von Konteradmiral Richard Kempenfelt dienen.

### Der Untergang

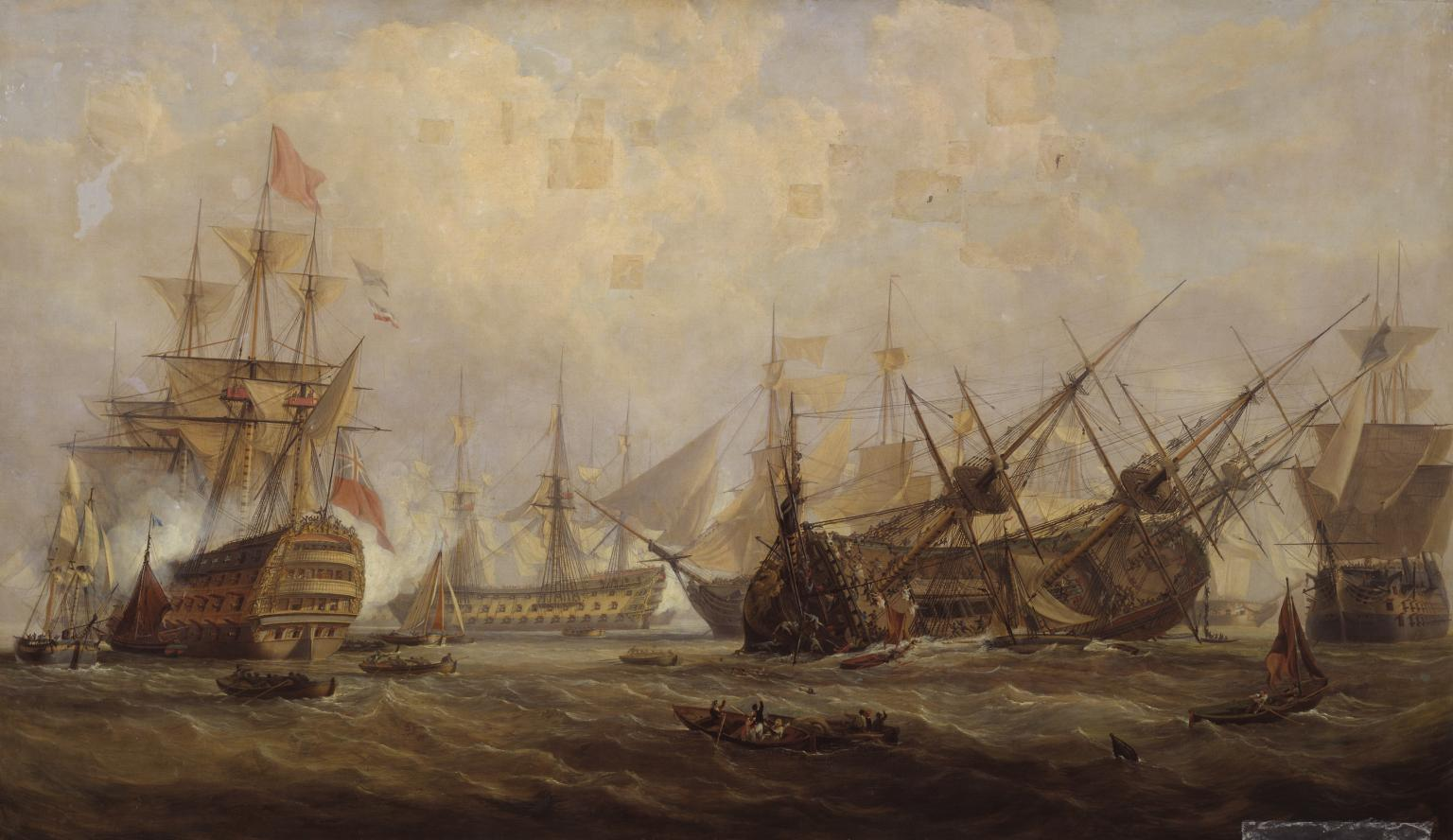
Gemälde von 1840 von John Christian Schetky vom Untergang der Royal George

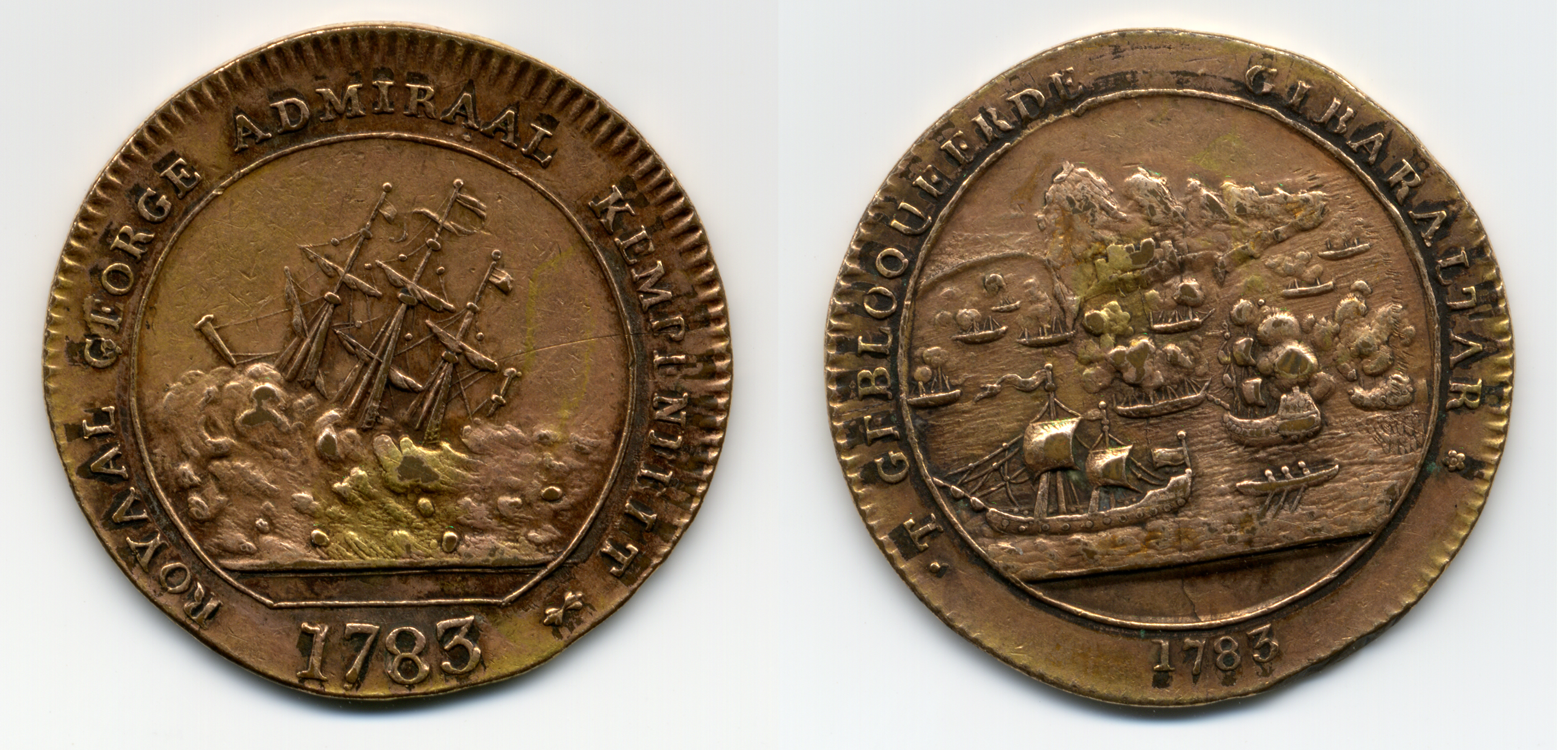
Medaillon mit dem Untergang der Royal George und der Blockade Gibraltars 1783

Am 29. August 1782, kurz vor dem Auslaufen der Flotte, durften die Familienangehörigen der Besatzungsmitglieder die Royal George besuchen, da den Matrosen aus Furcht vor Desertionen kein Landurlaub gewährt wurde. Weiterhin scheinen sich auch Prostituierte an Bord befunden zu haben; insgesamt hielten sich dort etwa 400 Menschen zusätzlich zu den 820 Besatzungsmitgliedern auf. Obwohl das Schiff außerdem mit Munition und Vorräten voll beladen war, befahl Kapitän Waghorn am Morgen dieses Tages die Durchführung einer kleinen Reparatur an einer unterhalb der Wasseroberfläche gelegenen Stelle. Das übliche Verfahren hierbei war, das Schiff durch das Verlagern von Kanonen zu krängen, um den fraglichen Punkt aus dem Wasser zu heben. Trotz des Verbots, das Schiff zu verlassen, hielten sich der Segelmeister, der Bootsmann und der Gunner (Geschützmeister) an Land auf, weshalb keiner der eigentlich zuständigen Fachleute dieses Manöver überwachte.
Gegen 9:00 Uhr kam ein Kutter längsseits, von dem aus Rumfässer durch die Geschützluken auf der niedriger liegenden Seite in das Linienschiff verladen wurden. Man hat später vermutet, dass das zusätzliche Gewicht der Rumfässer die Geschützluken unter die Wasseroberfläche drückte, so dass Wasser einzuströmen begann. Trotz frühzeitiger Warnungen des Schiffszimmermanns, der vom wachhabenden Offizier zweimal abgewiesen wurde, kam der von Kapitän Waghorn um 9:18 Uhr gegebene Befehl, das Schiff wieder aufzurichten, zu spät, da es bereits so schief lag, dass die Kanonen nicht mehr bewegt werden konnten. Die Royal George kenterte, lief voll und sank in kürzester Zeit. Nur 255 Menschen an Bord konnten sich retten, von den hunderten von Seeleuten unter Deck entkamen nur drei durch offene Geschützpforten. Unter den Opfern waren auch Konteradmiral Kempenfelt und ein Sohn des Kapitäns. Die genaue Anzahl der Opfer ist unbekannt, da man nicht weiß, wie viele Zivilisten sich an Bord befanden. Die Schätzungen reichen von 800 bis zu 950 Toten, darunter etwa 300 Frauen und 60 Kinder. William Laird Clewes nennt etwa 900 Tote. Bis heute bleibt der Untergang der Royal George das schwerste Schiffsunglück der Royal Navy ohne Kriegseinwirkung.

### Das Kriegsgerichtsverfahren
Das Kriegsgerichtsverfahren an Bord der Warspite sprach Kempenfelt und Waghorn von einer Verantwortung für den Untergang des Schiffs frei und wies die Schuld dem Navy Board zu, der für Docks, Nachschub und Reparaturen zuständigen Behörde. Angeblich habe Fäule des Holzes den Untergang verursacht; aus diesem Grund sei ein Teil des Schiffsbodens herausgebrochen. Stichhaltige Belege und Zeugenaussagen für diese Theorie gibt es nicht. Wahrscheinlich handelte es sich um einen politisch motivierten Spruch. Dem Navy Board wurden seitens der Royal Navy massive Unterschlagungen und Versäumnisse vorgeworfen, und die Zuweisung der Verantwortung für die Katastrophe der Royal George dürfte aus Sicht der Admiralität ein geeignetes Druckmittel gewesen sein, um Veränderungen herbeizuführen.

### Bergungsversuche

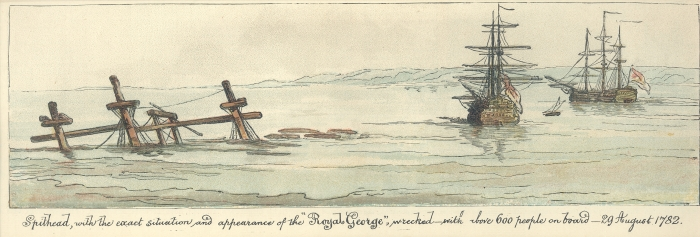
Zeitgenössische Darstellung der Untergangsstelle

Aufgrund seiner Lage an einem der wichtigsten Ankerplätze der Royal Navy gab es früh erste vergebliche Versuche, das Wrack zu heben. Ab dem Sommer 1832 gelang es schließlich den Tauchpionieren John und Charles Deane, mit Helmtauchern erfolgreiche Bergungsarbeiten durchzuführen und 30 Kanonen zu heben. Weitere Arbeiten führte ab 1839 der Armeeoffizier Charles Pasley durch, unter dessen Leitung man das Wrack bis 1845 weitgehend abbrach und die restlichen Kanonen hob. Die Bergungsarbeiten an der Royal George spielten auf diese Weise eine wichtige Rolle in der Frühgeschichte des Tauchens. Ein Teil der Geschütze wurde eingeschmolzen und für das Nelson-Denkmal auf dem Trafalgar Square in London verwendet. 1965 entdeckte der Amateurarchäologe Alexander McKee auf der Suche nach der Mary Rose die auf dem Meeresgrund verbliebenen Überreste des Schiffs, die er als “burial mound” (deutsch: „Grabhügel“) bezeichnete. Sie bestehen im Wesentlichen aus dem im Schlamm begrabenen untersten Teil des Rumpfs und den Ballaststeinen, als Schiff ist das Wrack kaum mehr zu erkennen.

## Technische Beschreibung
Die Royal George war als Batterieschiff mit drei durchgehenden Geschützdecks konzipiert und hatte eine Länge von 54,25 Metern auf dem unteren Geschützdeck, eine Breite von 15,8 Metern und einen Tiefgang von 6,6 Metern. Sie war ein Rahsegler mit drei Masten (Fockmast, Großmast und Besanmast). Der Rumpf schloss im Heckbereich mit einem Heckspiegel, in den Galerien integriert waren, die in die seitlich angebrachten Seitengalerien mündeten. Die Bewaffnung bestand aus 100 Kanonen.
|        | Unteres Batteriedeck | Mittleres Batteriedeck | Oberes Batteriedeck | Backdeck      | Achterdeck     | Kanonen (Geschossgewicht) |
| ------ | -------------------- | ---------------------- | ------------------- | ------------- | -------------- | ------------------------- |
| Design | 28 × 42-Pfünder      | 28 × 24-Pfünder        | 28 × 12-Pfünder     | 4 × 6-Pfünder | 12 × 6-Pfünder | 100 Kanonen (516,99 kg)   |

## Besatzung
Die Besatzung hatte eine Stärke von 820 Mann (Offiziere und Unteroffiziere bzw. Mannschaften).

### Liste der Kommandanten

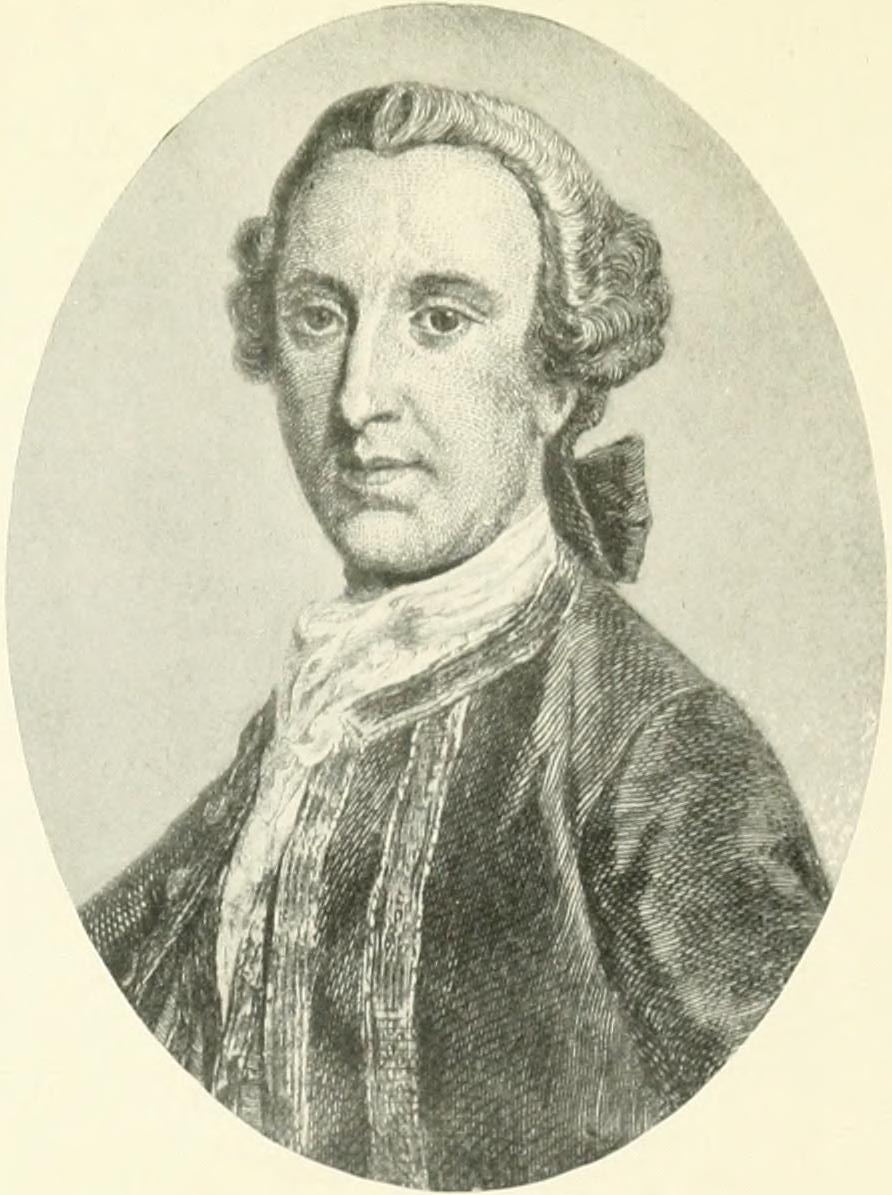
Peircy Brett

| Name                        | Beginn der Amtszeit | Ende der Amtszeit |
| --------------------------- | ------------------- | ----------------- |
| Captain Richard Dorrill     | 13. Februar 1756    | 12. Mai 1756      |
| Captain John Campbell       | 12. Mai 1756        | 5. November 1756  |
| Captain Peircy Brett        | 5. November 1756    | 15. November 1756 |
| Captain Peter Denis         | 15. November 1756   | 17. Dezember 1756 |
| Captain Mathew Buckle       | 17. Dezember 1756   | 30. Januar 1758   |
| Captain Richard Dorrill     | 27. Januar 1758     | 4. Juni 1759      |
| Captain John Campbell       | 4. Juni 1759        | 21. Februar 1760  |
| Captain William Bennett     | 5. Mai 1760         | 18. Dezember 1762 |
| außer Dienst bzw. aufgelegt |                     |                   |
| Captain Thomas Hallum       | 13. Juli 1778       | 19. November 1778 |
| Captain John Colpoys        | 19. November 1778   | 7. Oktober 1779   |
| Captain William Lockhart    | 7. Oktober 1779     | 26. November 1779 |
| Captain John Bourmaster     | 26. November 1779   | 4. April 1782     |
| Captain Henry Cromwell      | 4. April 1782       | 6. April 1782     |
| Captain Martin Waghorn      | 6. April 1782       | 29. August 1782   |